# 天若有情 (1990年電視劇)
《天若有情》（英語：The Witness of Time）是香港電視廣播有限公司拍攝製作的時裝劇集，全劇共20集，由李國立擔任監製、本劇於2016年8月24日在TVB星河頻道重播。

## 演員表

### 華家
| 演員   | 角色   | 暱稱／關係 |
| 鮑 方  | 華 山  | 華京生、華港生之父 林蓮好之前夫 於第19集病逝                                                                                              |
| 呂有慧 | 林蓮好 | 華山之前妻 華京生之後母 華港生之親母兼追求對象 參見魯家                                                                                   |
| 黃秋生 | 華京生 | 華山之子 陳可容之男友 李勁泉之好友 華港生之同父異母哥哥 於第4集錯手將林蓮好推下樓跌斷一腳 於第20集替林蓮好頂罪而入獄10年 童年由梁家池飾演 |
| 吳岱融 | 華港生 | 警察，後為臥底 華京生之同父異母弟弟 魯德培之同母異父哥哥 曾追求林蓮好 於第18~19集被魯德培迷奸 童年由何健威飾演                            |

### 魯家
| 演員   | 角色   | 暱稱／關係 |
| 曾 江  | 魯大海 | 黑幫頭目 林蓮好之夫 魯德培之父 於第4集被手下孫小棠殺害 |
| 呂有慧 | 林蓮好 | 舞女 魯大海之妻，魯大海死後與孫小棠相戀 华港生与魯德培之親母 於第4集華京生與魯大海爭執期間被華京生錯手推下樓跌斷一腳 於第20集為救港生而殺死孫小棠 於第20集病逝 |
| 鄭伊健 | 魯德培 | Julian 同性戀者 商人 魯大海、林蓮好之子 華港生同母異父之弟兼調查對象 於第12集登場 於第18集逼死夏青，之後更迷奸華港生 於第19集被警方槍殺身亡                    |

### 李家
| 演員   | 角色   | 暱稱／關係                                                                              |
| 梁葆貞 |        | 李勁泉之母                                                                              |
| 鄭浩南 | 李勁泉 | 華京生、利小芬之好友 陳可容之亡夫 於第4集被孫小棠殺害身亡 童年由陳俊成飾演 （特別客串） |
| 陳敏兒 | 陳可容 | 李勁泉之遺孀 李衍成之母 華京生之女友                                                    |
| 許英麒 | 李衍成 | 李勁泉、陳可容之子 童年由林宇峰飾演                                                     |

### 夏家
| 演員   | 角色  | 暱稱／關係                                              |
| 楊盼盼 | 夏 晴 | 夏青之姊 程錦來之女友 陳尚波之妻子                      |
| 劉美娟 | 夏 青 | 見習記者 夏晴之妹 華港生之女友，後分手 於第18集墜樓身亡 |

### 陳家
| 演員   | 角色   | 暱稱／關係          |
| 駱應鈞 | 陳尚波 | 陳可容之兄          |
| 陳敏兒 | 陳可容 | 陳尚波之妹 參見李家 |

### 程家
| 演員   | 角色   | 暱稱／關係 |
| 羅 蘭  |        | 程錦來之母 |
| 周國麟 | 程錦來 | 夏晴之男友 |

### 其他重要角色
| 演員   | 角色   | 暱稱／關係                                                                                     |
| 朱寶意 | 利小芬 | 華京生之亡妻 李勁泉之好友兼前追求對象 於第4集因車禍喪生一屍兩命 （特別客串）                   |
| 徐忠信 | 孫小棠 | 小孫 魯大海之手下 林蓮好之男友 華京生之敵人 於第4集殺害李勁泉及魯大海 於第20集被林蓮好殺害身亡 |

### 其他演員
| 演員   | 角色           | 暱稱／關係   |
| 張家輝 | 周嘉輝         | 黑柴         |
| 溫雙燕 | 溫大嫂         |              |
| 劉桂芳 | 蘇 絲          |              |
| 羅國維 | 莫 鳴          |              |
| 凌 漢  | 雷 宏          |              |
| 曹 濟  | 阿 齊          |              |
| 陳勉良 | 道友良         |              |
| 黎秀英 | 楊大嫂（程友） |              |
| 黃天鐸 | 三柴父         |              |
| 黃建勳 | 阿 和          |              |
| 黃家良 | 小 王          |              |
| 李國立 | 李教授         |              |
| 麥志成 | 小 清          |              |
| 佩 雲  | 張師奶         |              |
| 呂劍光 | 陳先生         |              |
| 黃建峰 | 阿 風          | 生同學       |
| 區 嶽  | 忠 伯          |              |
| 譚兆明 | 譚教官         |              |
| 鄧汝超 | 堂倌／職員     |              |
| 麥子雲 | 手下甲         |              |
| 張志強 | 手下乙         |              |
| 孫季卿 | 老泥工         |              |
| 叢世權 | 醫 生          |              |
| 白 蘭  | 大 嬸          |              |
| 黎耀祥 | 狗 仔          |              |
| 陳 琛  | 陳主持         |              |
| 曾守明 | 陳幫辦         | 華港生之上司 |
| 何鴻傑 | 阿 傑          |              |
| 郭耀明 | 阿 明          |              |
| 曾健明 | 張督察         |              |
| 江 寧  | 江老總         |              |
| 何壁堅 | 堅 叔          |              |
| 王翠玉 | 阿 翠          | 女職甲       |
| 李漢榮 | 阿 榮          |              |
| 河國榮 | 何 標          |              |
| 承 恩  | 馬老闆         |              |
| 計實賢 | 阿 賢          | 標手下       |
| 戴少民 | 阿 民          | 標手下       |
| 李衛民 | 標手下         |              |
| 林健輝 | 李警司         |              |
| 陳潔儀 | 阿 儀          | 接待員       |
| 韓 提  | 阿 珊          |              |
| 黃鳳琼 | 女職乙         |              |
| 李桂英 | 女職丙         |              |
| 曾航生 | 馬手下甲       |              |
| 李健強 | 馬手下乙       |              |
| 黃德斌 | 阿 成          |              |
| 王偉樑 | CID甲          |              |
| 潘文柏 | CID乙          |              |
| 潘嘉德 | 黃嘉德         |              |
| 方駿釗 | 方駿釗         | 客串         |
| 周寧欣 | 李寧兒         |              |
| 林健輝 | 李Sir          |              |
| 陳嘉賢 | 莊文嫻         |              |